# Endasys praerotundiceps
Endasys praerotundiceps là một loài tò vò trong họ Ichneumonidae.